# Paunci
Paunci (cyr. Паунци) – wieś w Bośni i Hercegowinie, w Republice Serbskiej, w gminie Foča. W 2013 roku liczyła 50 mieszkańców.